# Белых, Николай Фёдорович
Николай Фёдорович Белых (9 января 1941, Сыктывкар, Коми АССР — 24 ноября 1992) — коми писатель и драматург. Член Союза писателей России. Несколько лет был заместителем министра культуры Коми АССР.

## Биография
Родился 9 января 1941 года в Сыктывкаре, где окончил среднюю школу.
В 1971 году заочно окончил московский Литературный институт им. А. М. Горького.
В 1986 году стал организатором детского журнала «Би кинь» (Искорка). Начал работать его редактором.
Написал шесть многоактных пьес и несколько одноактных.
Спектакли по его пьесам «За это надо судить» и «Анисья» были поставлены в Коми республиканском театре им. В. А. Савина. В 2003 году пьеса «Анисья» была поставлена в Национальном музыкально-драматическом театре Республики Коми.
Скончался 24 ноября 1992 года.